# Liste des évêques de Segni
- Santulus 494–499
- Juste 501, 502–504
- Julien 551
- Albin 649
- Gaudiose 678–679
- Jean Ier 721–745
- Jordan 769
- Adrien 826
- Théodore vers 830
- Bonipertus 853
- Jean II 861–879
- Robert 1015–1036
- Erasme 1059–1071
- Saint Bruno 1080–1123
- Trasmundus 1123–1138
- Jean III vers 1138–1178
  - Théodoric, anti-évêque 1163–1164
- Pierre Ier 1179–1206
- Jean IV 1207
- Bernard vers 1230
- Bartholomé Ier 1254–1264
- Jean  V 1264
- Pierre II 1281–1285
- Bartholomé II 1289
- Pierre III de Brunaco 1291–1291
- Jacques Ier 1291–1303
- Pierre IV 1303–1321
- Bartholomé III 1321–1333
- Arnold 1333–1345
- Guillaume 1345–1346
- Pierre V 1346–1347
- Guillaume Ribati 1347–1348
- Michel de Mattia 1349
- Sixte (schisme), vers 1372
- Thomas 1396–1396
- Antoine 1396–1402
- Nicolas Corradi Pocciarelli 1402–1418
- Grégoire I 1419–1421
- Nicolas Aspra 1421–1430
- Grégoire II 1430
- Jacobus Zancati 1433–1435
- Jean V 1435
- Louis 1436–1443
- Pierre Antoine Petrucci 1445
- Silvestre de Pianca 1456
- Panhutius de Conti 1468–1482
- Lucius Fazini Maffei Fosforo 1482–1503
- Jacques  III 1503–1512
  - Oliviero Carafa 1507-1511 (administrateur apostolique)
- Vincent de Fanzi 1513–1528
- Laurent Grana 1528–1539
- Sebastien Graziani 1539–1541
- Bernardin Callini 1541–1549
- Charles Traversari 1549–1552
- Ambrose Monticoli 1551–1569
- Joseph Pamphili 1570–1581
- Jacques Masini 1581–1602
- Antoine Guerreschi 1603–1605
- Jean Louis  Pasolini 1606–1625
- Louis de Actis 1625–1632
- Octave Orsini 1632–1640
- François Romule  Mileti 1640–1643
- André Borgia 1643–1655
- Guarnierius Guarnieri 1655–1682
- François Maria Giannotti 1684–1699
- Horace Minimi 1699–1701
- Pierre Corbelli 1701–1708
- Philippe Michel Ellis, O.S.B. 1708–1726
- Jean François Bisleti 1726–1749
- Frédérique Muschi 1749–1755
- César Crescentio de Angelis 1755–1765
- André Spani 1766–1784
- Paul Ciotti 1784–1819
- François Stracchini 1819–1823
- Pierre Antoine Luciani 1824–1840
- Jacques Traversi 1841–1845
- Jean Pellei 1845–1847
- Louis Ricci 1847–1877
- Antoine Marie Testa 1877–1883
- Blaise (Biagio) Sibilia 1883–1893
- Costantin Costa 1893–1897
- Pancrazio Giorgi 1898–1915
- Angelo Maria Filippo Sinibaldi 1915–1928
- Alfonso Marie de Sanctis 1928–1933
- Fulvio Tessaroli 1933–1952
- Pietro Severi 1953–1957
- Luigi Maria Carli 1957–1973
- Dante Bernini 1975–1982
- Martino Gomiero (it) 1982–1988
- Andrea Maria Erba, B. 1988–2006
- Vincenzo Apicella 2006–2022
- Stefano Russo (it) 2022-